# 14è Festival Internacional de Cinema de Moscou
El 14è Festival Internacional de Cinema de Moscou es va celebrar entre el 28 de juny i el 12 de juliol de 1985. Els premis d'Or foren atorgats a la pel·lícula soviètica Idí i smotrí dirigida per Elem Klimov,a la pel·lícula estatunidenca A Soldier's Story dirigida per Norman Jewison i la pel·lícula grega I kathodos ton 9 dirigida per Christos Siopahas.

## Jurat
- Serguei Geràssimov (URSS – President)
- Shyam Benegal (Índia)
- Renate Blume (RDA)
- Paulin Vieyra (Senegal)
- Jerzy Hoffman (Polònia)
- Daisy Granados (Cuba)
- Giuseppe De Santis (Itàlia)
- Nikos Koundouros (Grècia)
- István Nemeskürty (Hongria)
- Kōhei Oguri (Japó)
- Badrahin Sumhu (Mongòlia)
- Francois Chavan (França)
- Eldar Xengelaia (URSS)
- Rostislav Yurenev (URSS)
- Robert Young (USA)

## Pel·lícules en competició
Les següents pel·lícules foren seleccionades per la competició:
| Títol original                                                            | Director(s)             | País de producció            |
| ------------------------------------------------------------------------- | ----------------------- | ---------------------------- |
| Train d'enfer                                                             | Roger Hanin             | França                       |
| Anne Devlin                                                               | Pat Murphy              | Irlanda                      |
| A Soldier's Story                                                         | Norman Jewison          | Estats Units                 |
| Kókóstré og Hvítir Mávar                                                  | Jakob Frímann Magnússon | Islàndia                     |
| Buamama                                                                   | Benamar Bahti           | Algèria                      |
| Tro, håb og kærlighed                                                     | Bille August            | Dinamarca                    |
| Fuego eterno                                                              | José Ángel Rebolledo    | Espanya                      |
| Wodzek                                                                    | Oliver Herbrich         | RFA                          |
| Kingpin                                                                   | Mike Walker             | Nova Zelanda                 |
| La Dame en couleurs                                                       | Claude Jutra            | Canadà                       |
| Huang shan lai de gu niang                                                | Zhang Yuan, Yu Yan Fu   | R.P. de la Xina              |
| Jíbaro                                                                    | Daniel Díaz Torres      | Cuba                         |
| Jours de tourmentes                                                       | Paul Zoumbara           | Burkina Faso                 |
| Kobieta w kapeluszu                                                       | Stanisław Różewicz      | Polònia                      |
| El rigor del destino                                                      | Gerardo Vallejo         | Argentina                    |
| Idí i smotrí                                                              | Elem Klimov             | Unió Soviètica               |
| De ijssaloon                                                              | Dimitri Frenkel Frank   | Països Baixos                |
| Klaani: Tarina Sammakoitten suvusta                                       | Mika Kaurismäki         | Finlàndia                    |
| Wo andere schweigen                                                       | Ralf Kirsten            | RDA                          |
| I kathodos ton 9                                                          | Christos Siopahas       | Grècia                       |
| Yuganthaya                                                                | Lester James Peries     | Sri Lanka                    |
| A vörös grófnö                                                            | András Kovács           | Hongria                      |
| Al-ashiq                                                                  | Muhir Fenery            | Iraq                         |
| Otoko wa tsurai yo: torajiro shinjitsu ichiro                             | Yoji Yamada             | Japó                         |
| Bao gio cho toi thang muoi                                                | Dang Nhat Minh          | Vietnam                      |
| Mexicano ¡Tú puedes!                                                      | José Estrada            | Mèxic                        |
| Mine                                                                      | Atıf Yılmaz             | Turquia                      |
| The Shooting Party                                                        | Alan Bridges            | Regne Unit                   |
| Lars i porten                                                             | Leif Erlsboe            | Noruega                      |
| Åke och hans värld                                                        | Allan Edwall            | Suècia                       |
| The Boy Who Had Everything                                                | Stephen Wallace         | Austràlia                    |
| Пролог необъявленной войны                                                | G. Jigjidsuren          | Mongòlia                     |
| Raffl                                                                     | Christian Berger        | Àustria                      |
| Ringul                                                                    | Sergiu Nicolaescu       | Romania                      |
| Avaeté: Semente da Vingança                                               | Zelito Viana            | Brasil                       |
| Skalpel, prosím                                                           | Jiří Svoboda            | Txecoslovàquia               |
| Pisingaña                                                                 | Leopoldo Pinzón         | Colòmbia                     |
| Soldier Sabur                                                             | Abdul Latif             | Afganistan                   |
| Sogum                                                                     | Shin Sang-ok            | República Popular de la Xina |
| Saaransh                                                                  | Mahesh Bhatt            | Índia                        |
| El zamar                                                                  | Atef El-Tayeb           | Egipte                       |
| Kharakteristika                                                           | Christo Christov        | Bulgària                     |
| Mardi ke ziad midanest                                                    | Yadollah Samadi         | Iran                         |
| Čudo neviđeno                                                             | Živko Nikolić           | Iugoslàvia                   |
| Scherzo del destino in agguato dietro l'angolo come un brigante da strada | Lina Wertmüller         | Itàlia                       |

## Premis
- Premis d'Or:
  - Idí i smotrí d'Elem Klimov
  - A Soldier's Story de Norman Jewison
  - I kathodos ton 9 de Christos Siopahas
- Premis de Plata:
  - Čudo neviđeno de Živko Nikolić
  - Kobieta w kapeluszu de Stanisław Różewicz
  - Avaeté: Semente da Vingança de Zelito Viana
- Premis Especials:
  - Train d'enfer de Roger Hanin
  - Saaransh de Mahesh Bhatt
  - Lars i porten de Leif Erlsboe
- Premis:
  - Millor Actor: Lars Simonsen per Tro, håb og kærlighed
  - Millor Actor: Detlev Kügow per Wodzek
  - Millor Actriu: Juli Básti per A vörös grófnö
  - Millor Actriu: Choi Eun-hee per Sogum
- Premi FIPRESCI: Idí i smotrí d'Elem Klimov